# Catharsius saegeri
Catharsius saegeri là một loài bọ cánh cứng trong họ Bọ hung (Scarabaeidae).